# Severní ledový oceán
Severní ledový oceán je nejmenší světový oceán. Má rovněž nejmenší průměrnou hloubku.
Rozkládá se kolem severního zemského pólu, má rozlohu asi 14 mil. km², průměrná hloubka dosahuje 1328 m. Nejhlubší místo 5449 m (Polární hlubokomořská planina). Hladinu Severního ledového oceánu pokrývá větší část roku silná vrstva ledu, takže se po většině jeho plochy mohou v této době plavit pouze těžké ledoborce (a někde ani ty ne) či lodě plující v jejich stopách. Tento mořský led vzniká ze zamrzlé mořské vody.
Během posledních ledových dob byl tento oceán vyplněn sladkou vodou. Od přelomu 19. a 20. století je ovlivňován Atlantským oceánem.

## Tři druhy polárního ledu
- polární - pokrývá větší část oceánu, jeho tloušťka činí až 50 m, v létě taje a tloušťka se zmenšuje až na 2 m
- tabulový - vzniká na okrajích oceánu, maximální tloušťka dosahuje 2 m. Led je polámaný a ledové kry na sebe narážejí, v období maximálního rozsahu pokrývá asi 12 mil. km²
- rychlý led - tvoří se mezi tabulovým ledem a pobřežím

V současně době tloušťka i plocha polárního zalednění rychle klesá.
Na dně oceánu se rozkládá obrovská pevninská deska a jeden příkop, kterým se táhne horské pásmo.
Původně se mělo za to, že Arktida je kontinent, v roce 1958 ale americká atomová ponorka USS Nautilus podplula severní pól a zjistila, že žádný kontinent Arktida neexistuje a že je to pouze trvale zamrzlá hladina Severního ledového oceánu.

## Okrajové části
- Baffinův záliv
- Barentsovo moře
- Bílé moře
- Pečorské moře
- Beaufortovo moře
- Čukotské moře
- Grónské moře
- Karské moře
- Moře Laptěvů
- Východosibiřské moře